# Метод движущегося скопления
Метод движущегося скопления — в астрометрии один из методов определения расстояния до звёздного скопления. В первой половине XX века данный метод был применён к нескольким ближайшим к Солнцу скоплениям. В настоящее время для определения расстояния до скоплений применяются более точные методы.

## Теоретическое обоснование
Метод движущегося скопления основан на наблюдении собственного движения и допплеровского смещения каждого объекта в скоплении. Поскольку объекты в скоплении располагаются близко друг к другу (по сравнению с расстоянием от наблюдателя до скопления), то на небе они будут двигаться по направлению к одной точке, что является проявлением эффекта перспективы.
Расстояние d до звезды скопления определяется по формуле
{\displaystyle d=\mathrm {tan} (\theta ){\frac {\mathrm {v_{r}} }{\mathrm {u} }},}
где u представляет собственное движение звезды, vr — лучевую скорость, θ — угол между направлением на звезду и направлением на точку сходимости векторов скоростей звёзд. Далее полученные по нескольким звёздам значения можно усреднить.

## Применение
Метод применялся для определения расстояний лишь для малого количества скоплений. Для того, чтобы данный метод можно было применить, необходимо, чтобы скопление располагалось близко к Солнцу, на расстоянии не более нескольких сотен парсеков, а также оно должно быть достаточно тесным и хорошо выделяться среди звёзд фона. Метод достаточно трудоёмок по сравнению с методом тригонометрических параллаксов, но даёт менее точный результат по сравнению с современными высокоточными измерениями, проведёнными, например, спутником Hipparcos.
Среди скоплений, расстояние до которых определялось данным методом, можно отметить Гиады и Плеяды.
Недавно данный метод был применён для определения расстояния между коричневым карликом 2M1207 и экзопланетой 2M1207b. В декабре 2005 года американский астроном Eric Mamajek  получил значение расстояния до 2M1207b равное 53 ± 6 пк.